# Declaração de Consenso de Genebra
A Declaração de Consenso de Genebra é um documento assinado em 22 de outubro de 2020 por diversos países que tem por objetivo:
- alcançar uma saúde melhor para as mulheres;
- preservar a vida humana;
- apoiar a família como parte fundamental de uma sociedade saudável;
- proteger a soberania nacional na política global.

A declaração também enfatiza "que não existe direito internacional ao aborto".
A iniciativa foi promovida pelos Estados Unidos e tem o apoio de países como Arábia Saudita, Sudão, Egito, Emirados Árabes Unidos e Bielorrússia.

## Países assinantes
Um total de 32 nações endossaram o documento:
| África » | Américas »                                                              | Ásia »                                                                                              | Europa »                                | Oceania « |
| --- | ----------------------------------------------------------------------- | --------------------------------------------------------------------------------------------------- | --------------------------------------- | --------- |
| - Benim - Burkina Faso - Camarões - Djibouti - Egito - Suazilândia - Gâmbia - Líbia - Níger - Quênia - República Democrática do Congo - República do Congo - Senegal - Sudão - Sudão do Sul - Uganda - Zâmbia | - Brasil (retirou-se em janeiro de 2023) - Guatemala - Haiti - Paraguai | - Arábia Saudita - Bahrein - Emirados Árabes Unidos - Indonésia - Iraque - Kuwait - Omã - Paquistão | - Belarus - Geórgia - Hungria - Polônia | - Nauru   |

Nota: a lista de países na tabela está incompleta
Na assinatura, que aconteceu de modo virtual devido a pandemia de COVID-19, o Brasil foi representado pela ministra da Mulher, Família e Direitos Humanos, Damares Alves, e pelo ministro do Exterior, Ernesto Araújo, e os Estados Unidos, pelo secretário de Estado dos EUA, Mike Pompeo.
Em 8 de janeiro de 2023, o Brasil retirou seu apoio à declaração, durante a gestão de Lula.
Em 2021, apesar da saída dos Estados Unidos, a Guatemala assinou a Declaração.

## A posição do Brasil no acordo e suas políticas
O Brasil foi uma das nações que ratificou o acordo na data de sua criação, durante a gestão de Jair Bolsonaro.
Em 8 de janeiro de 2023, o Brasil retirou seu apoio à declaração, durante a gestão de Lula.
Em 17 de Janeiro de 2023. o Brasil publicou que estava atualizando o posicionamento do Pais, decidindo por desligar-se da Declaração do Consenso de Genebra, informando que "O Brasil considera que o referido documento contém entendimento limitativo dos direitos sexuais e reprodutivos e do conceito de família e pode comprometer a plena implementação da legislação nacional sobre a matéria, incluídos os princípios do Sistema Único de Saúde (SUS). O Governo reitera o firme compromisso de promover a garantia efetiva e abrangente da saúde da mulher, em linha com o que dispõem a legislação nacional e as políticas sanitárias em vigor sobre essa temática, bem como o pleno respeito às diferentes configurações familiares."
Lula já manifestou a ideia de que o aborto poderia ser tratado como uma “questão de saúde pública”. Enquanto ainda era pré-candidato, em abril de 2022, ele defendeu o direito ao aborto. "Aqui no Brasil não faz porque é proibido, quando na verdade deveria ser transformado numa questão de saúde pública e todo mundo ter direito e não ter vergonha", disse ele.
O discurso mudou com o início da campanha eleitoral, quando Lula tentou enfatizar que sua posição “pessoal” – e, portanto, não como político – era contrária ao aborto, tudo para tentar conquistar a simpatia de mais eleitores. Em setembro de 2022, em vídeo destinado a eleitores evangélicos, Lula adotou uma fala bem diferente do seu posicionamento histórico:  “Não só eu sou contra o aborto como as mulheres com quem eu casei são contra o aborto. Eu acho que quase todo mundo é contra o aborto. Não só porque nós somos defensores da vida, mas porque deve ser uma coisa muito desagradável e dolorida alguém fazer um aborto”, disse ele na gravação.
Poucos dias após esse vídeo, Lula divulgou a famosa “Carta aos Evangélicos”, onde, entre outros temas, trata do aborto. No documento, encarado por muito como uma espécie de carta-compromisso com os eleitores evangélicos, é dito que “nosso projeto de governo tem compromisso com a vida plena em todas as suas fases. Para mim a vida é sagrada, obra das mãos do Criador e meu compromisso sempre foi e será com sua proteção. Sou pessoalmente contra o aborto e lembro a todos e todas que este não é um tema a ser decidido pelo presidente da República e sim pelo Congresso Nacional”.
Em relação à legislação brasileira, o aborto induzido é considerado crime contra a vida humana previsto pelo Código Penal Brasileiro desde 1984, com detenção de 1 a 4 anos de prisão. Exceção se faz nos casos de gravides decorrente de estupro, risco de vida para a gestante e feto anencefálico.

## Críticas
A iniciativa recebeu críticas da imprensa, organizações não-governamentais e da sociedade civil. A Anistia International dos Estados Unidos escreveu em seu website: "as notícias marcam outro passo gigantesco para trás para os Estados Unidos, que se juntam a uma lista de países que colocam voluntariamente em risco a saúde e a vida das pessoas. A postura dos Estados Unidos vai contra os direitos humanos e décadas de pesquisa em saúde. Toda mulher, menina ou pessoa que pode engravidar tem o direito humano ao aborto. Ponto final. Trata-se de pessoas que vivem vidas completas que são suas - não as vidas que o governo prescreveu para elas. Esta administração [de Donald Trump, então presidente dos Estados Unidos] não parece satisfeita em parar até que tenha pisoteado totalmente os direitos, a autonomia e a dignidade das mulheres e meninas em todos os lugares. Toda pessoa tem direito à autonomia individual, pessoal e corporal, ainda que esta administração queira prescrever o contrário."
Já na Polônia milhares de mulheres saíram às ruas para protestar contra a repressão ao aborto no país e a polícia teve que usar a força e spray de pimenta para controlar as manifestações.
O DW escreveu que a declaração "tem o apoio de alguns dos países mais autoritários do mundo", enfatizando ainda que "o texto ressalta ainda que 'o direito à vida é inerente à pessoa humana', além de destacar o suposto 'papel da família como base para a sociedade e como fonte de saúde, apoio e cuidado'. Esse tipo de linguagem costuma ser usado por opositores dos direitos LGBTs e do casamento entre pessoas do mesmo sexo".

## O artigo na atualidade
Em 28 de janeiro de 2021, o então presidente americano Joe Biden (D), retirou os Estados Unidos do artigo. Em outubro de 2021, no entanto, a Guatemala assinou a Declaração. Em 17 de janeiro de 2023, o presidente do Brasil Luiz Inácio Lula da Silva também retirou o Brasil da lista de países assinantes do Consenso de Genebra.